# Інгібітор рибонуклеази

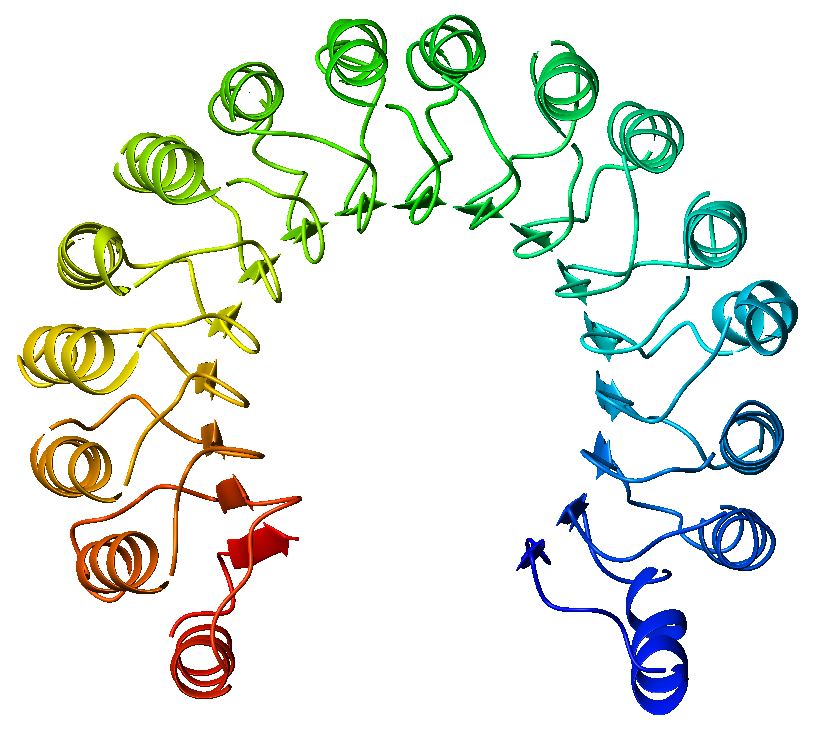
Вид своного інгібітора рибонуклеази, що показує свою підковободібну форму. Зовнішній шар складається з α-спіралей, внутрішній з β-листів. Внутрішній та зовнішній діаметри — 21 Å і 67 Å, відповідно.

Інгібітор рибонуклеази (ІР, англ. Ribonuclease inhibitor, RI) — великий (~450 залишків амінокислот, ~49 кДа), кислий (pI ~4,7), багатий на лейцин білок, що утворює дуже стабільні комплекси з певними рибонуклеазами. Це важливий клітинний білок, що складає ~0,1 % від всієї кількості білків клітини за масою, та грає важливу роль в регулювання тривалості життя РНК.
ІР також дуже багатий на цистеїн (~6,5 %, на відміну від 1,7 % в більшості білків) та чутливий до окиснення. РІ багатий на лейцин (21,5 %, на відміну від 9 % в середньому) за рахунок зменшення кількості інших гідрофобних амінокислот, особливо валіну, ізолейцину, метіоніну, тирозину і фенілаланіну.